# Friedrich Schultenkämper
Friedrich Schultenkämper, auch genannt Schulte (* 1. Januar 1867 in Dortmund; † 16. Februar 1926 in Barmbek), war ein deutscher Ingenieur und Werftbesitzer.

## Frühe Jahre
Er war Sohn eines Fuhrwesenbesitzers. Nach dem Besuch der Realschule in Dortmund arbeitete er vier Jahre als Lehrling in der dortigen Fabrik für Dampfkessel und Eisenkonstruktionen von Ernst Willmann und der Kesselschmiede von Julius Solding in Hörde. Danach besuchte er die Maschinenbauschule in Dortmund. Nach erfolgreichem Abschluss arbeitete er als Ingenieur bei der Dortmunder Union, dem Stahlwerk Hoesch in Dortmund und der Schiffswerft AG Weser in Bremen.
1892 immatrikulierte er sich an der Technischen Hochschule Charlottenburg, wo er sechs Semester Schiff- und Schiffsmaschinenbau studierte. In dieser Zeit machte er 1894/95 eine Fahrt als Maschinistenassistent auf einem Dampfer nach Japan, China und den USA. Nach erfolgreichem Studienabschluss wurde er Betriebsingenieur und später Oberingenieur bei der Schiffs- und Maschinenbau-Actiengesellschaft Germania in Tegel und Kiel und danach bei der Sächsischen Dampfschiffs- und Maschinenbauanstalt in Dresden-Neustadt. Im Oktober 1903 wechselte er als Oberingenieur und Prokurist zur Stülcken-Werft in Hamburg.

## Werftbesitzer
1909 kaufte Schultenkämper einen Anteil an der Schiffswerft Joh. Thormählen & Co. in Elmshorn, wo er anfangs als Betriebsingenieur fungierte. Spätestens 1916 wurde er alleiniger Besitzer. Er betrieb den Bau von Schuten, Leichtern, Pontons und Schiffsrümpfen für kleinere Motor- und Dampfschiffe. Die Werft florierte. Im Krieg erhielt Schultenkämper das Verdienstkreuz für Kriegshilfe.
Die Hyperinflation 1922/23 und der dadurch verursachte Zusammenbruch der deutschen Wirtschaft wurde dem Betrieb zum Verhängnis, und 1925 musste Schultenkämper die Werft schließen. Er selbst starb bald darauf.
Friedrich Schultenkämper war Mitglied des Vereins Deutscher Ingenieure (VDI) und zunächst Mitglied des Berliner Bezirksvereins des VDI. Später gehörte er dem Hamburger Bezirksverein des VDI an.